# スロベニア芸術科学アカデミー
スロベニア芸術科学アカデミー（スロベニアげいじゅつかがくアカデミー、スロベニア科学芸術院とも、スロベニア語: Slovenska akademija znanosti in umetnosti, 略称: SAZU, 英語: Slovenian Academy of Sciences and Arts, 略称: SASA）は、1938年に設立されたスロベニアの国立アカデミーである。本部はスロベニア首都リュブリャナにある。
構成人数は最大で60名の正会員と30名の準会員であり、分野は以下の6分野である。
1. 歴史、社会科学
2. 哲学、文学
3. 数学、物理学、化学、工学
4. 自然科学
5. 芸術
6. 医学